# Charles Kuentz (égyptologue)
Pour l’article homonyme, voir Charles Kuentz.
Charles Kuentz est un égyptologue français né le 19 juin 1895 à New York et mort le 24 mai 1978 au Caire. Il est directeur de l'Institut français d'archéologie orientale de 1940 à 1953.